# The End
The End je rolkarski film podjetja Birdhouse, ki je izšel leta 1998. Zrežiral in zmontiral ga je Jamie Mosberg in je edini rolkarski film, ki je bil v celoti posnet na 16mm flimski trak in ne na navadne video kasete. Zaradi tega je bilo snemanje veliko dražje, občutek filma pa je zelo drugačen od drugih rolkarskih videov.
Od drugih rolkarskih filmov ga loči tudi veliko kratkih zgodb, kar je neobičajno. V filmu nastopajo tudi 4 porno zvezde, med njima tudi Kobe Tai in Janine Lindemulder.
Leta 2000 je bil film izdan na DVD z dodatnimi posnetki prvotne ekipe in posnetki novih članov ekipe Vinnie Vegasa, Richie Beltona in Joey Poireza. Kot bonus je na DVD različi tudi kratek dokumentarec o nastajanju filma.

## Uvodi
Vsak rolkar ima uvod v svoj del filma:

### Rick McCrank
Film se začne z McCrankom, ki išče delo v časopisu in se nato vkrca na letalo. Temu sledi nekaj uličnega rolkanja.

### Willy Santos
Po tem rolkanju znova vidimo sceno na letalu, čemur sledi scena z navideznim sestankom. Na tem sestanku Hawk začne obmetavati Santosa s hrano, čemur se pridruži cela ekipa. Sledi Santosov del filma.

### Andrew Reynolds
Naslednja scena prikazuje orangutana, ki sedi pred bivalno prikolico. Nato sledi Reynoldsov del rolkanja. Po rolkanju se Reynolds pridruži orangutanu in skupaj spijeta nekaj steklenic piva. Scena se konča tako, da orangutan razbije steklenico na Reynoldsovi glavi.

### Amaterski rolkarji
Ta del nima nobene zrežirane zgodbe in prikazuje rolkanje Brian Sumnerja, Ali Carinsa in Jeff Lenoca.

### Steve Berra
Uvod v Berrin del je narejen v slogu grozljivk: Steve se nekajkrat prestrašen zbudi iz nočnih mor, nakar zaspi in njegov rolkarski del je prikazan kot njegove sanje. V njegov rolkarski del so vključeni drugačni koti kamere, ki dajejo občutek, da ga nekdo nenehno opazuje. Ob koncu njegovega dela se mu ponesreči trik, na kar se agresivno odzove proti kameri. Zatem ga nekaj obglavi nakar se v SUV vozilu pripreljta dva agentom podobna človeka, ki odpeljeta njegovo glavo.

### Jeremy Klein in Heath Kirchart
V nadaljevanju sledi del Jeremy Kleina in Heath Kircharta, ki ju vidimo rolkati, voziti kombi in povzročati razdejanje. Z kombijem nadaljujeta nevarno vožnjo, ki se konča s spektakulano nesrečo in eksplozijo kombija. Klein in Kirchart se zbudita v nebesih, kjer ju v vili pričakajo štiri služkinje (ki jih igrajo porno zvezde). Po tem ko ju služkinje nekaj časa razvajajo, vidimo še del rolkanja ponoči. Nadaljujeta z nekaj rolkanja med katerim jima gorijo obleke, končata pa s skokom s pomola.

### Bucky Lasek in Tony Hawk
Zadnji del filma prikazuje Laseka kot služabnika Hawku. Med te scene je prepleteno njuno rolkanje, nakar se Hawk zbudi v obleki matadorja na half-pipeu sredi stadiona za bikoborbe. Tam Hawk odrolka še kar nekaj trikov, med njimi tudi loop. Medtem Lasek na stadijon nastavi večjo količino plastičnega eksploziva in ga nato detonira. Po tem se Lasek odpelje v svojem športnem avtu, čemur sledi še preostanek Lasekovega rolkarskega dela.
| - Steve Berra Amaterski rolkarji: - Ali Cairns | - Rick McCrank Propellerheads - Bong on! |

## Zanimivosti
- Film je prepovedan v Švici
- Originalni film je vseboval pesem skupine Queen, vendar zanjo niso dobili dovoljenja in jo je na DVD različici zamenjala pesem Tom Pettya.
- Pri posnetku zadnjega trika Reynoldsa lahko vidimo Jamie Thomasa, ki sedi na tleh, Reynolds pa rolka na njegovi rolki, grafika pa je prekrita z lepilnim trakom.
- Kombi, ki ga razstrelijo na koncu dela Klein in Kircharta, ni njun, temveč je bil last enega od producentov.
- Film naj bi bil imenovan The 900, vendar pa Hawk pri izvedbi tega trika ni mogel pristati, zaradi česar so spremenili ime.
- Posneli so ga v 160 dneh.
- Posnetek ko Klein in Kirchrat skočita s pomola so posneli dvakrat, ker je prvič Kleinu spodrsnilo. Kasnjeje so vseeno uporabili prvi posnetek.
- Berra naj bi imel skupni uvod s Klein in Kirchartom, vendar pa se mu ni zdelo smiselno rolkati v zelo dragih oblekah.